# Роббинс, Ирв
Ирвин "Ирв" Роббинс (6 декабря 1917 — 5 мая 2008) — американский бизнесмен канадского происхождения. В 1945 году со своим партнёром и братом жены Бёртоном Баскиным стал одним из основателей сети кафе-мороженых Baskin-Robbins.

## Ранний период жизни
Родился в Виннипеге (Канада) в еврейской семье. Его отец, Аарон Роббинс, владел молочным магазином и магазином мороженого в The Olympic Store на 954 Court C в Такоме (штат Вашингтон). Учился в двух школах: старшей школе Такомы Stadium High School и школе Сиэтла Гарфилд.
Окончил Вашингтонский университет в Сиэтле, был членом братства Зета-Бета-Тау и получил степень по политологии. Служил в армии США в качестве штаб-сержанта в Калифорнии во время Второй мировой войны и был уволен в августе 1945 года.

## Карьера
После ухода из армии 7 декабря 1945 года открыл магазин мороженого Snowbird в Глендейле в Калифорнии. Начальным капиталом стал обналиченный страховой полис на 6 000 долларов, который Роббинс получил на свою бар-мицву.
В то же время Берт Баскин владел магазином мужской одежды в Палмер Хаус в Чикаго и женился на сестре Роббинс Ширли в 1942 году. Он поступил на службу в военно-морской флот и был освобожден от службы в начале 1946 года. В том же году он приехал в Калифорнию, где Роббинс убедил его, что продавать мороженое было бы веселее, чем продавать мужские галстуки и рубашки. И через пару месяцев он открыл кафе "Мороженое Бертона" на 561 So. Lake, Пасадена, Калифорния.
К 1948 году пять магазинов Snowbird и три магазина Burton были объединены в одно предприятие, и они разработали свой 31-й вкус морожженого — Шоколадная мята.  Партнёры пришли к выводу, что из-за открывшихся ими новых заведении они уделяют все меньше времени каждому отдельному кафе. «Именно тогда мы начинали продавать наши кафе нашим менеджерам», — сказал Роббинс в статье «Los Angeles Times» 1985 года. «Не осознавая этого в то время, мы начали торговать франшизами до того, как слово «франшиза» стало модным. Мы открывали одно заведение за другим, а потом ещё и ещё..." . Они заключали соглашение с владельцами новых магазинов, которые стали «соглашениями о франшизе», и стали первой продовольственной компанией, которая внедрила франшизу в своих заведениях.
В 1953 году они переименовали компанию в Baskin-Robbins, определив порядок их имен  подбрасыванием монеты. Концепция «31 вкус» была введена в том же году, чтобы привлечь внимание к обширному меню, в котором был вкус на каждый день месяца.
К концу 1949 года у Baskin-Robbins было 43 точек, более 100 к 1960 году и около 500 в 1967, когда империя мороженого была продана United Fruit Company примерно за 12 миллионов долларов.
Через полгода Берт Баскин скончался от сердечного приступа в 54 года. Роббинс работал в компании ещё 11 лет и вышел на пенсию в 1978 году. 25 лет спустя Baskin-Robbins стала крупнейшей в мире сетью кафе-мороженого с 5500 заведениям по всему миру.

## Личная жизнь
Он женился на Ирме Гевурц в 1942 году, незадолго до того, как отправился служить в армию США. У Роббинса и Ирмы было трое детей: Марша, Джон и Эрин.
Роббинс умер по естественным причинам в Ранчо Мираж, штат Калифорния, в возрасте 90 лет.